# Apomecyna brunnea
Apomecyna brunnea là một loài bọ cánh cứng trong họ Cerambycidae.